# Nanocables de silicio
Los nanocables de silicio, también conocidos como SiNWs (en inglés), son un tipo de nanocables semiconductores que se forman con mayor frecuencia a partir de un precursor de silicio por ataque químico de un sólido o por crecimiento catalizado a partir de una fase de vapor o líquido. Esos  nanocables tienen aplicaciones prometedoras en baterías de iones de litio, termoeléctricos y sensores . La síntesis inicial de los SiNWs suele ir acompañada de pasos de oxidación térmica para obtener estructuras de tamaño y morfología adaptados con precisión.
Los SiNW tienen propiedades únicas que no se ven en materiales de silicio a granel (tridimensionales). Estas propiedades surgen de una estructura electrónica casi unidimensional inusual y son objeto de investigación en numerosas disciplinas y aplicaciones. La razón por la que los SiNW se consideran uno de los materiales unidimensionales más importantes es que podrían tener la función de bloques de construcción para la electrónica de nanoescala ensamblada sin la necesidad de instalaciones de fabricación complejas y costosas. Los SiNWs son frecuentemente estudiados para aplicaciones que incluyen la fotovoltaica, las baterías de nanocables, la termoeléctrica y la memoria no volátil.

## Aplicaciones
Debido a sus propiedades físicas y químicas únicas, los nanocables de silicio son un candidato prometedor para una amplia gama de aplicaciones que se basan en sus características físico-químicas únicas, que difieren de las del material de silicio a granel.
Los SiNWs exhiben un comportamiento de captura de cargas que hace que estos sistemas sean valiosos en aplicaciones que requieren la separación de los huecos de los electrones como la fotovoltaica y los fotocatalizadores. El reciente experimento con células solares de nanocables ha llevado a una notable mejora de la eficiencia de conversión de energía de las células solares de SiNW de <1% a >17% en los últimos años.
El comportamiento de captura de carga y las propiedades de transporte reguladas por la superficie ajustable de los SiNW hacen que esta categoría de nanoestructuras sea de interés para su uso como aisladores metálicos y transistores de efecto de campo, con otras aplicaciones como dispositivos de almacenamiento nanoelectrónicos, en memoria flash, dispositivos lógicos así como  en sensores  químicos y biológicos.
La capacidad de los iones de litio para intercalarse en estructuras de silicio hace que varias nanoestructuras de silicio sean interesantes para aplicaciones como ánodos en baterías de iones de litio (LiBs) . Los SiNW tienen un mérito particular como tales ánodos ya que exhiben la capacidad de someterse a una litiación significativa mientras mantienen la integridad estructural y la conectividad eléctrica.
Los nanocables de silicio son generadores termoeléctricos eficientes porque combinan una alta conductividad eléctrica, debido a las propiedades de volumen del Si dopado, con baja conductividad térmica debido a la pequeña sección transversal.

## Síntesis
Se conocen varios métodos de síntesis para SiNW y estos se pueden dividir en términos generales en métodos que comienzan con silicio a granel y eliminan material para producir nanocables, también conocidos como síntesis de arriba hacia abajo, y métodos que utilizan un precursor químico o de vapor para construir nanocables en un proceso generalmente considerado como síntesis de abajo hacia arriba.

### Métodos de síntesis de arriba hacia abajo
Estos métodos utilizan técnicas de eliminación de material para producir nanoestructuras a partir de un precursor a granel 
- Ablación con rayo láser[8]
- Grabado con haz de iones[11]
- Crecimiento asistido por óxido por evaporación térmica (OAG)[12]
- Grabado químico asistido por metal (MaCE)[13]

### Métodos de síntesis de abajo hacia arriba
- Crecimiento de vapor líquido sólido (VLS) : un tipo de CVD catalizada que a menudo usa silano como precursor de Si y nanopartículas de oro como catalizador (o 'semilla').[3]
- Epitaxia del haz molecular: una forma de PVD aplicada en un entorno de plasma[12]
- Precipitación de una solución: una variación del método VLS, llamado acertadamente líquido supercrítico líquido sólido (SFLS), que utiliza un fluido supercrítico (por ejemplo, organosilano a alta temperatura y presión) como precursor de Si en lugar de vapor. El catalizador sería una solución coloide, como las nanopartículas de oro coloidales, y los SiNW crecen en esta solución[14]

### Oxidación térmica
Después del procesamiento físico o químico, ya sea de arriba hacia abajo o de abajo hacia arriba, para obtener nanoestructuras de silicio iniciales, a menudo se aplican etapas de oxidación térmica para obtener materiales con el tamaño y la relación de aspecto deseados. Los nanocables de silicio exhiben un comportamiento de oxidación autolimitante distinto y útil por el cual la oxidación cesa efectivamente debido a limitaciones de difusión, que pueden modelarse. Este fenómeno permite un control preciso de las dimensiones y las relaciones de aspecto en SiNW y se ha utilizado para obtener SiNW de alta relación de aspecto con diámetros inferiores a 5   nm. La oxidación autolimitada de los SiNW es valiosa para los materiales de las baterías de iones de litio. 

## Orientación de nanocables
La orientación de los SiNW tiene una profunda influencia en las propiedades estructurales y electrónicas de los sistemas. Por esta razón, se han propuesto varios procedimientos para la alineación de nanocables en las orientaciones elegidas. Esto incluye el uso de campos eléctricos en alineación polar, electroforesis, métodos mircofluídicos e impresión de contacto. 

## Panorama
Existe un gran interés en los SiNW por sus propiedades únicas y la capacidad de controlar el tamaño y la relación de aspecto con gran precisión. Hasta ahora, las limitaciones en la fabricación a gran escala impiden la absorción de este material en la gama completa de aplicaciones investigadas. Los estudios combinados de los métodos de síntesis, la cinética de oxidación y las propiedades de los sistemas de SiNW tienen como objetivo superar las limitaciones actuales y facilitar la implementación de los sistemas de SiNW, por ejemplo, los SiNW de alta calidad de crecimiento vapor-líquido-sólido con superficies lisas pueden estirarse de forma reversible con un 10% o más de tensión elástica, acercándose al límite elástico teórico del silicio, lo que podría abrir las puertas a la emergente "ingeniería de tensión elástica" y a la bio-/nanoelectrónica flexible